# Stella Kyriakides
Stella Kyriakides (en griego: Στέλλα Κυριακίδου, Stella Kyriakidou) (Nicosia, 10 de marzo de 1956) es una psicóloga y política chipriota que desde 2019 ocupa el cargo de comisaria europea de Salud y Seguridad Alimentaria bajo la dirección de la presidenta de la Comisión Europea, Ursula von der Leyen. Ha sido la primera ciudadana chipriota y la tercera mujer en ocupar la presidencia de la Asamblea Parlamentaria del Consejo de Europa.

## Primeros años y educación
Nacida en Nicosia, Kyriakides se licenció en Psicología en la Universidad de Reading y obtuvo un máster en inadaptación infantil por la Universidad Victoria de Mánchester.

## Primeros años de carrera
Kyriakides trabajó en el Ministerio de Sanidad de Chipre entre 1976 y 2006, como psicóloga clínica en el departamento de psiquiatría infantil y adolescente.
En 1999 Kyriakides fue elegida presidenta del Primer Movimiento contra el Cáncer de Mama en Chipre. Desde 2004 hasta 2006, fue presidenta de la Coalición Europea contra el Cáncer de Mama Europa Donna. En 2016, fue nombrada presidenta del Comité Nacional de Estrategia contra el Cáncer del Consejo.

## Vida personal
Kyriakides tiene dos hijos. Tuvo cáncer de mama entre 1996 y 2004.

## Carrera política

### Política de Chipre
Defensor del partido conservador Agrupación Democrática, Kyriakides fue elegida diputada en las elecciones legislativas chipriotas de 2006, en representación del distrito de Nicosia. Desde 2013, Kyriakides ha sido vicepresidenta del partido, bajo el liderazgo de Nicos Anastasiades. En 2018, Kyriakides impulsó una ley de despenalización del aborto en Chipre.

### Consejo de Europa
Además de sus funciones parlamentarias en Chipre, desde 2012 hasta 2019 Kyriakides fue presidenta de la delegación de Chipre en la Asamblea Parlamentaria del Consejo de Europa (APCE). Desde 2016 hasta 2018, presidió la Comisión de Asuntos Sociales, Salud y Desarrollo Regional de la PACE. En octubre de 2017, tras la dimisión del miembro español Pedro Agramunt, se presentó como candidata a la presidencia de la PACE, ganando la votación en la tercera ronda contra el lituano Emanuelis Zingeris. Desde 2018 hasta 2019, fue la representante de la PACE ante la Comisión de Venecia.

### Comisaria europea
Tras las elecciones europeas de 2019, el presidente Nicos Anastasiades propuso a Kyriakides como próxima comisaria europea del país. Tras ser elegible, pasó a formar parte del equipo de comisarios del Comisión Von der Leyen. A principios de marzo de 2020, Kyriakides fue nombrado por la presidenta Ursula von der Leyen para formar parte de un grupo de trabajo especial para coordinar la respuesta de la Unión Europea a la pandemia de coronavirus.

### Adquisición de vacunas durante la pandemia de coronavirus
Kyriakides fue atacada por los medios de comunicación internacionales y la opinión pública, ya que se dijo que su adquisición de vacunas contra el coronavirus era lenta e insuficiente, especialmente en comparación con la de Estados Unidos y el Reino Unido. El director general de AstraZeneca, el francés Pascal Soriot, culpó a la UE de ser tres meses más lenta que el Reino Unido. Según el periódico sensacionalista alemán Bild-Zeitung, el ministro de Sanidad alemán, Jens Spahn, había advertido a la canciller Angela Merkel de la lentitud de Kyriakides. Sin embargo, Kyriakides rechazó todas las críticas y defendió la estrategia de contratación conjunta de la UE, afirmando que tenía "virtudes médicas y sociales". También rechazó la lógica del "primero en llegar", argumentando que "eso puede funcionar en la carnicería del barrio, pero no en los contratos". AstraZeneca contraatacó, afirmando que el contrato sólo incluía los "mejores esfuerzos" para abastecer a la comisión de la UE, mientras que el contrato del Reino Unido incluía disposiciones para abastecer primero a todo el Reino Unido desde las plantas británicas de la empresa, antes de permitir la exportación al extranjero.